# Alquería Aiguamolls
La alquería Aiguamolls es un conjunto de viviendas rurales tradicionales del municipio de Valencia, situado en la pedanía de Faitanar.
Tiene nivel de protección de bien de relevancia local, teniendo la referencia 38-39-40-41/2 PL.6E en el catálogo de 1989.

## Historia

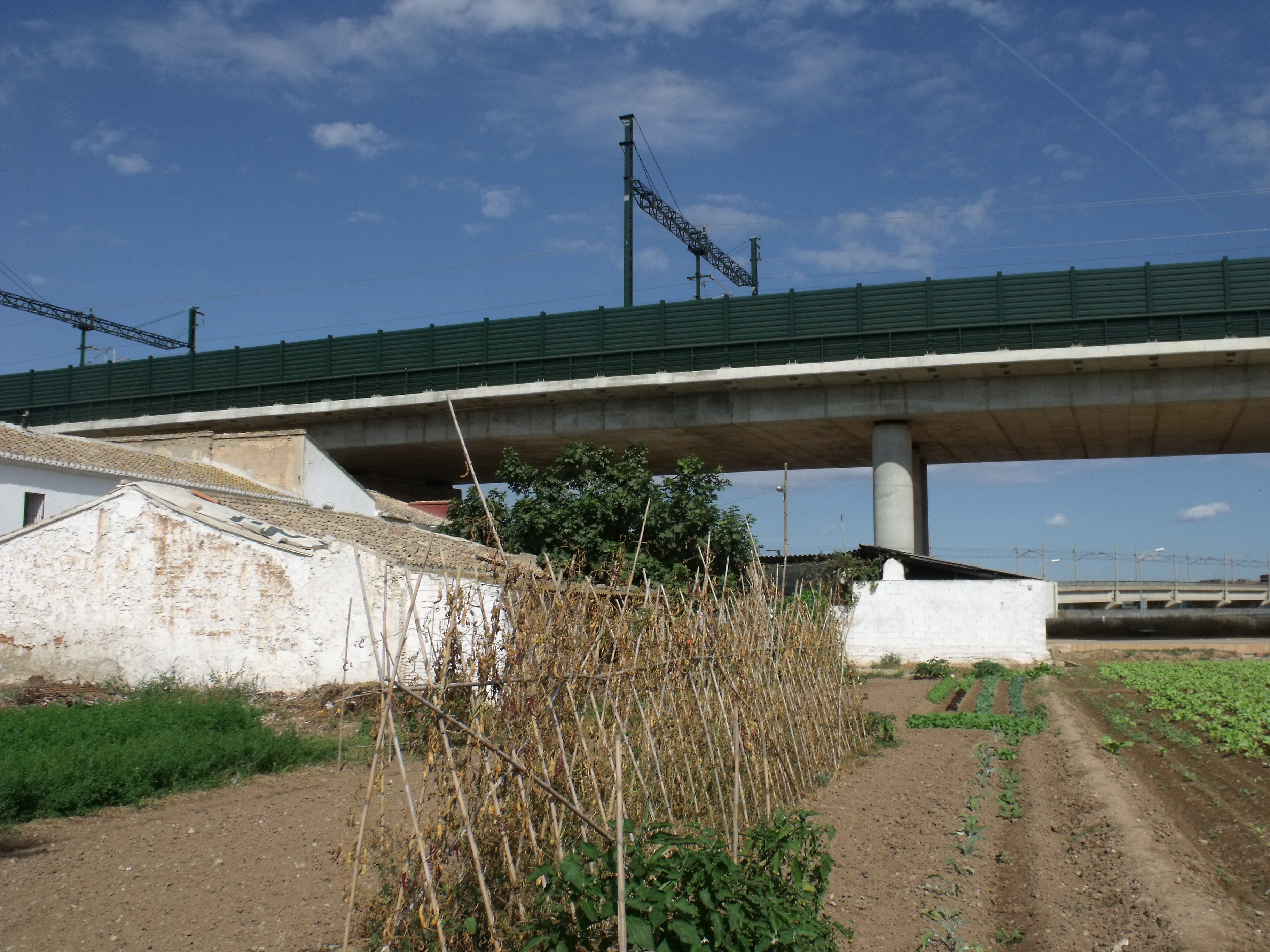
Parte de las edificaciones se encuentra bajo el viaducto.

El edificio pudo construirse originariamente en el siglo XVII o XVIII, si bien fue reformado a finales del XIX o inicios del XX. A inicios del XXI, la alquería seguía en uso como vivienda, si bien algunos de sus edificios han sido abandonados debido a la construcción del viaducto del AVE. Esta construcción le ha restado valor paisajístico.

## Descripción
Se trata de una agrupación muy compleja de diversos edificios de una o dos plantas. Se distribuyen en torno a una alquería principal, configurándose a la manera de un caserío. Las casas anexas a la principal posiblemente constituían inicialmente una mismo propiedad, si bien a lo largo del tiempo se han ido distribuyendo entre diferentes propietarios. Algunas de estos anexos servían para diferentes funciones económicas —almacenes de aperos, graneros— mientras que otras, en concreto las de mediados del XIX, eran posiblemente casas de colonos. Los edificios se reparten en un conjunto de pequeñas calles.
El edificio principal está formado por cuerpos de una crujía situados en perpendicular, de forma que dejan un espacio acotado y cerrado entre ellos. Este edificio, que albergaba la casa principal, se dividió en dos propiedades y se desfiguró al desaparecer su puerta de acceso original, sustituida por dos entradas. Era un cuerpo de dos alturas, con vivienda en la planta baja y una planta alta que se usaba para andana, dotada de dos niveles de huecos para su ventilación. Un patio y unas porchadas completan los edificios anexos a la casa principal, todos ellos cuerpos de una o dos crujías que dejan entre sí patios alargados.

## Imágenes

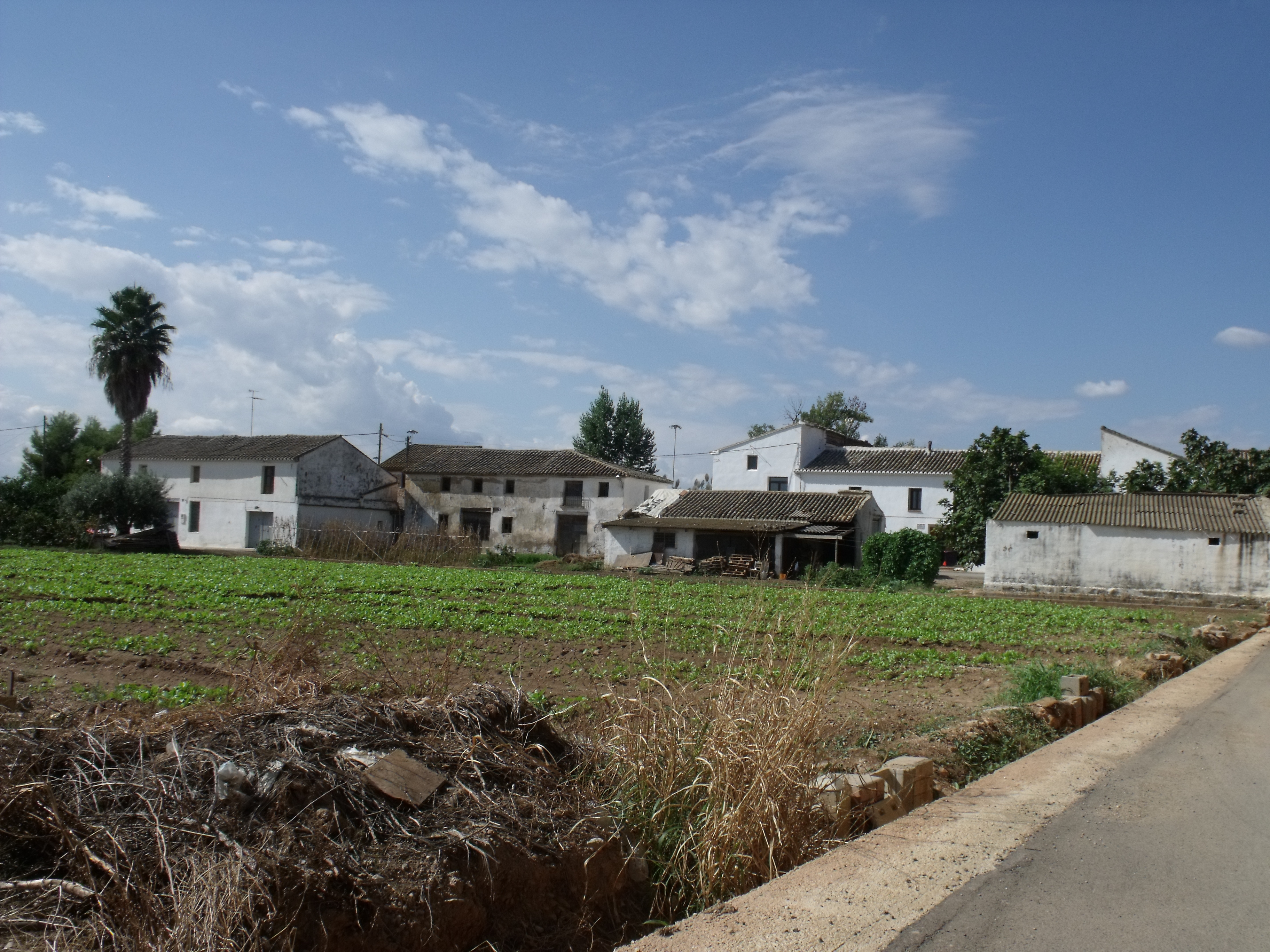
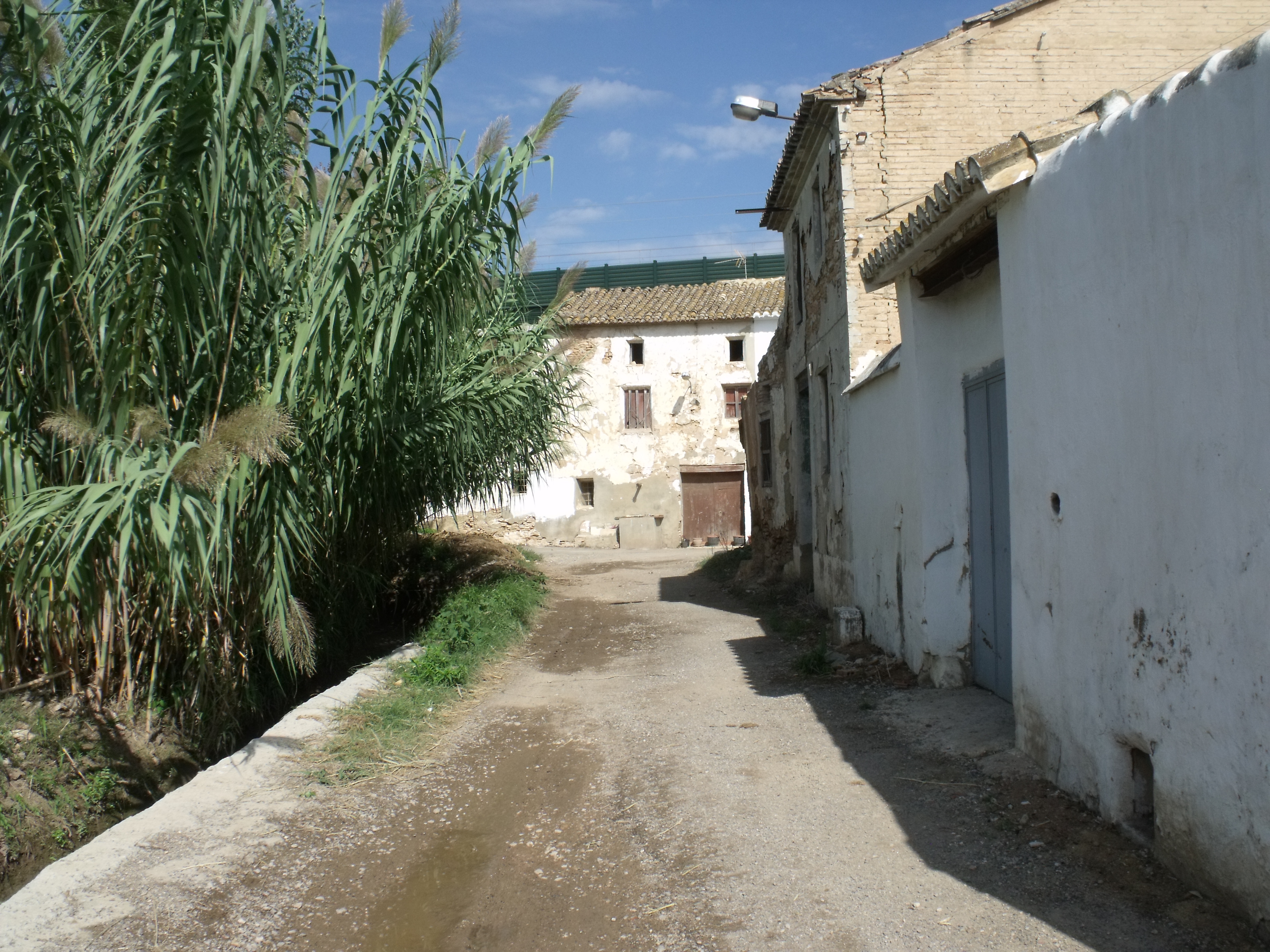
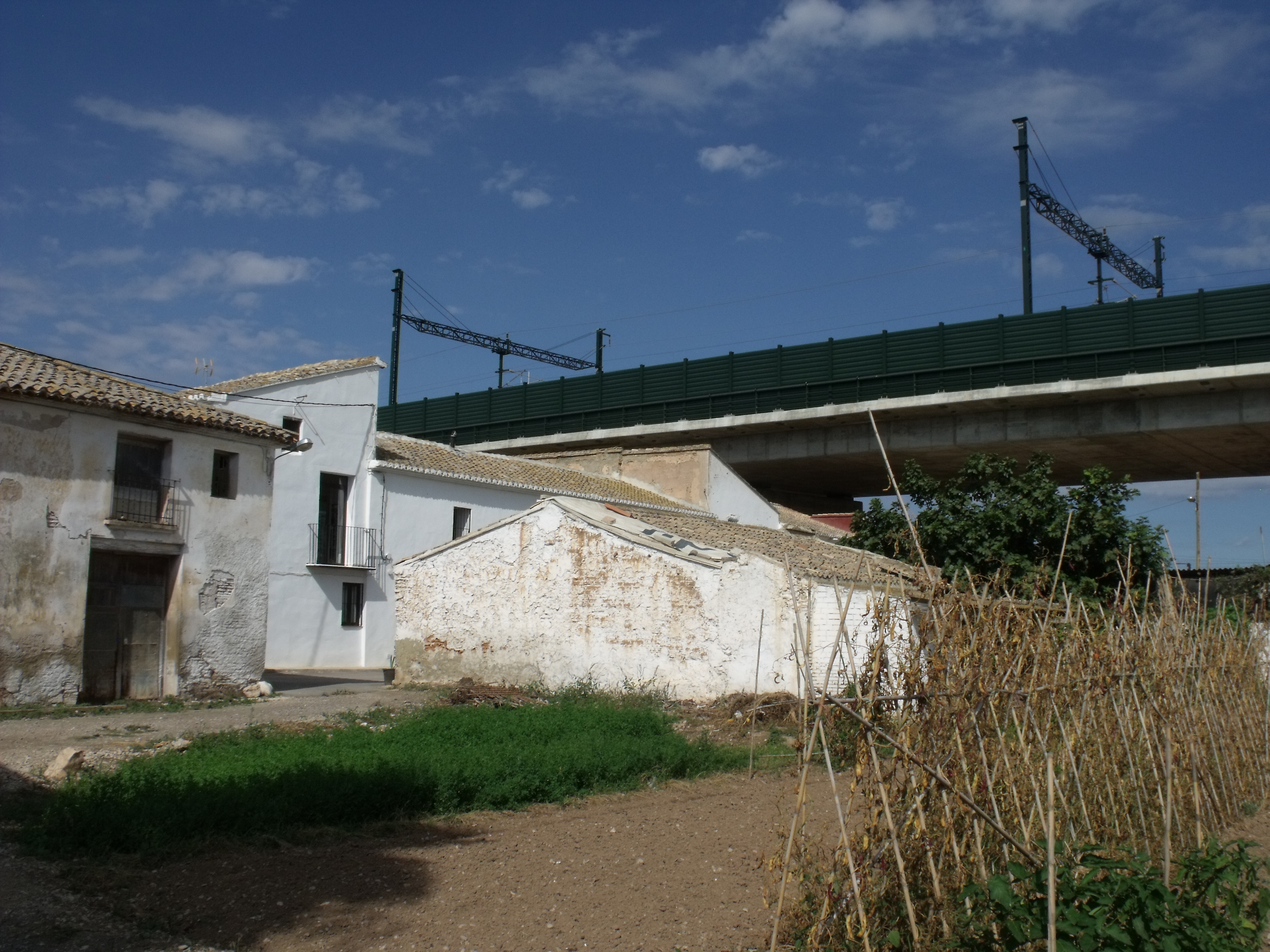
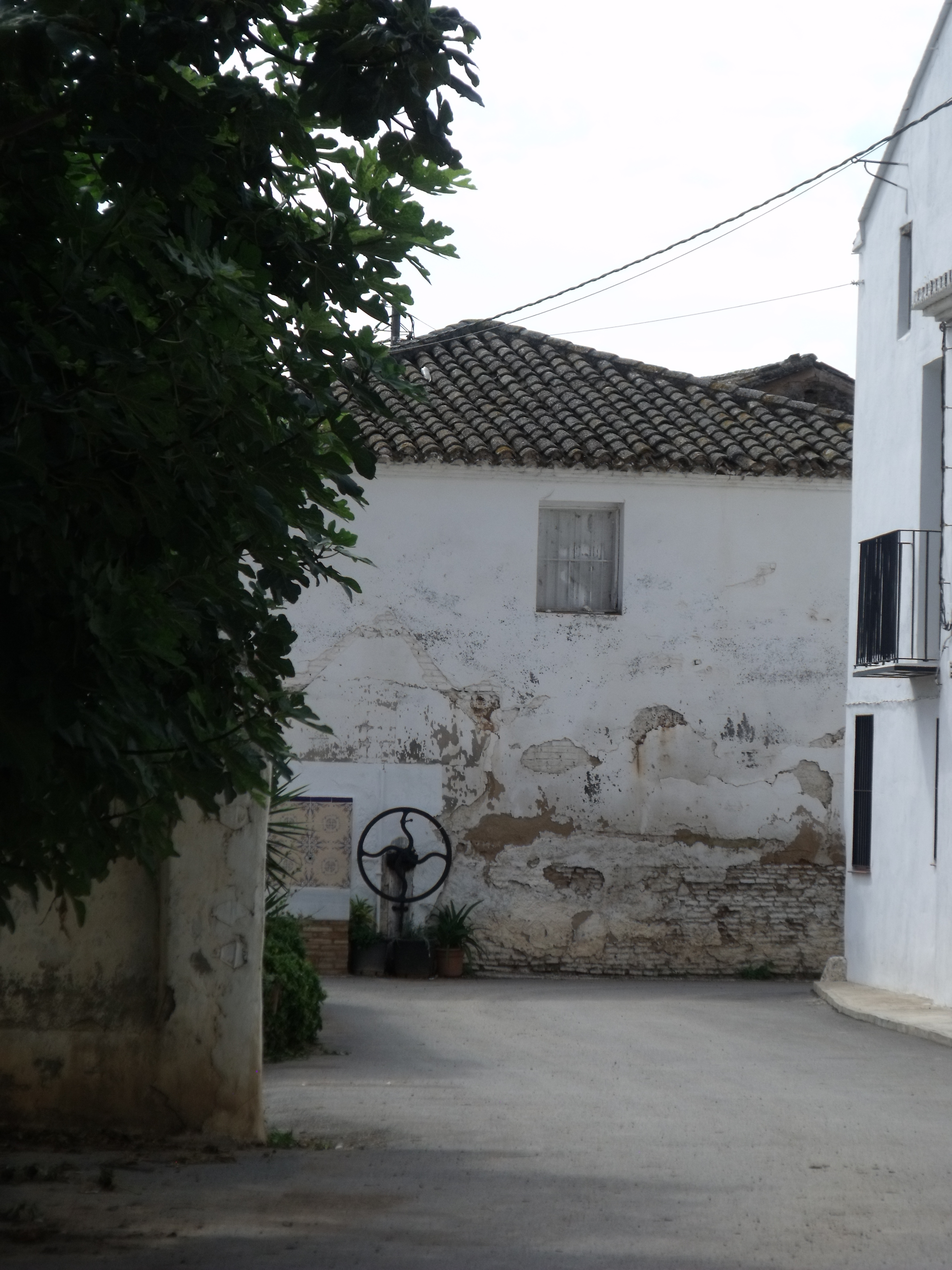
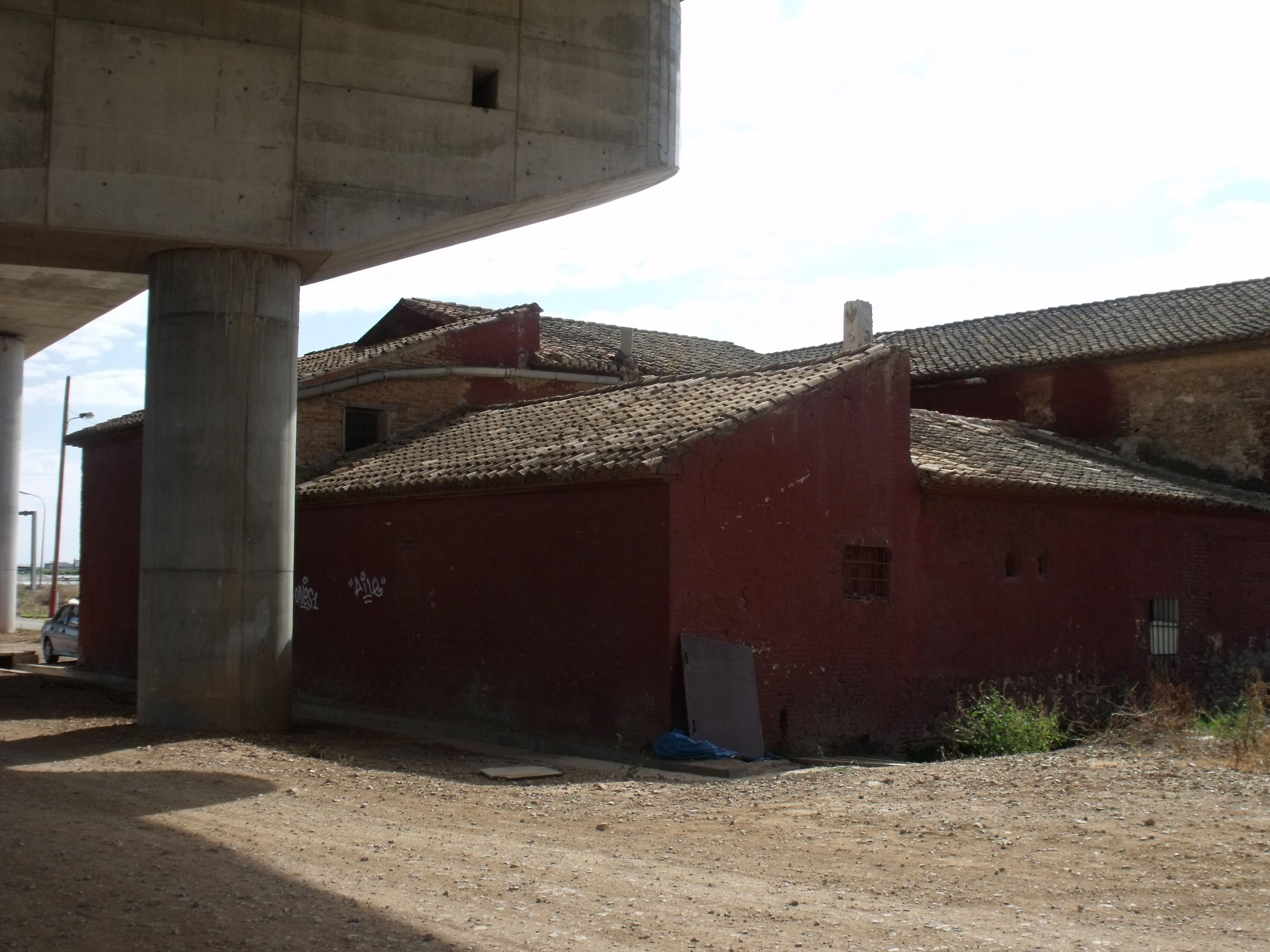